# Tadeusz Kozłowski (inżynier)

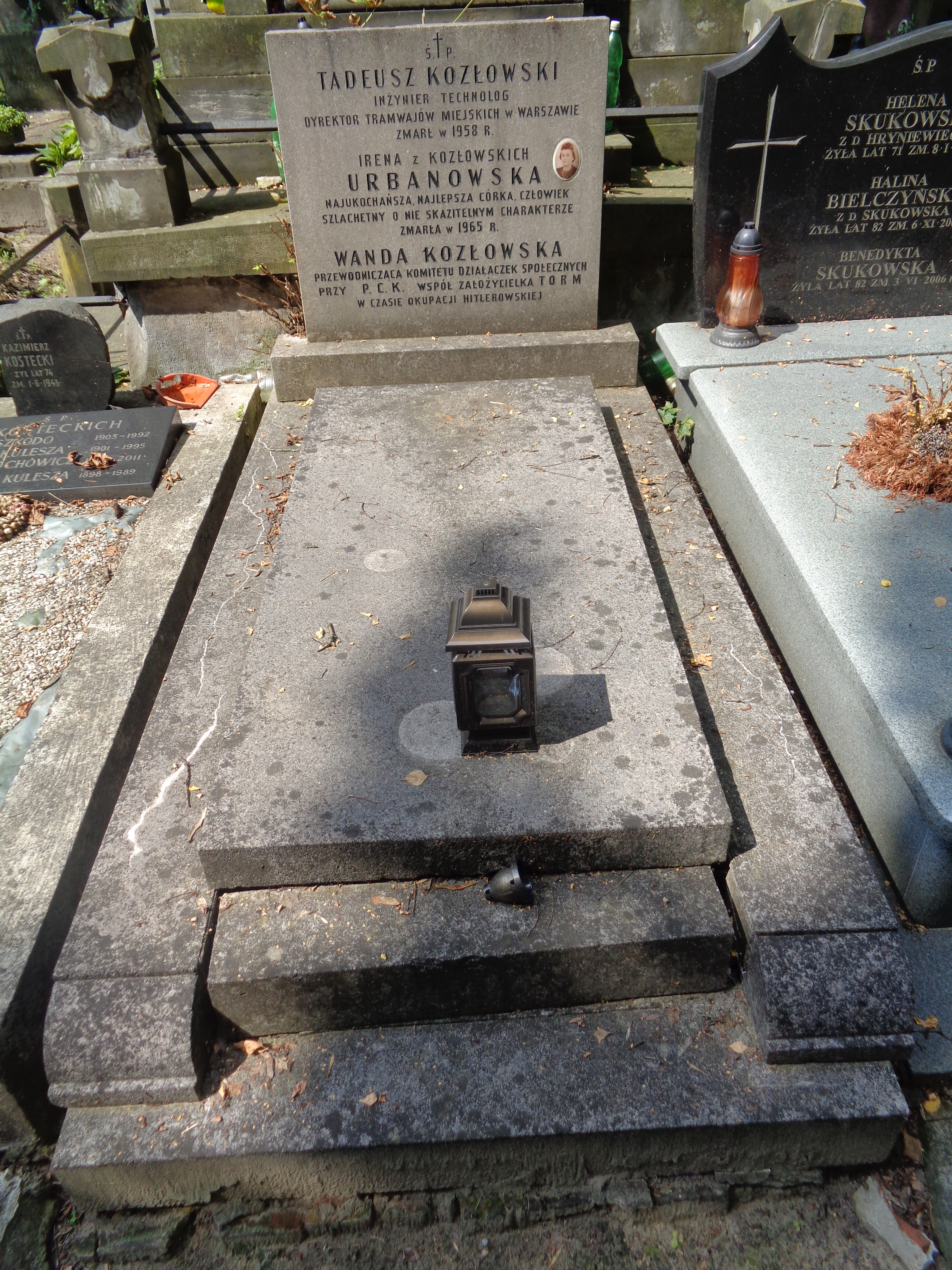
Grób Tadeusza Kozłowskiego na cmentarzu Powązkowskim

Tadeusz Kozłowski (ur. 3 sierpnia 1880, zm. 14 listopada 1958 w Warszawie) – inżynier, dyrektor Miejskich Zakładów Komunikacyjnych w Warszawie.
Ukończył studia w Instytucie Technologicznym w Petersburgu (1908). Po powrocie do Warszawy został zatrudniony jako inżynier technolog w Tramwajach Warszawskich. W latach 1909–1916 wykładał projektowanie urządzeń elektrycznych w ramach Kursów Wieczornych dla Techników na Wydziale Technicznym Towarzystwa Kursów Naukowych w Warszawie.
Tadeusz Kozłowski do września 1939 pracował na stanowisku głównego inspektora w Dyrekcji Tramwajów i Autobusów. W dniu 13 grudnia 1940 został aresztowany dotychczasowy dyrektor Miejskich Zakładów Komunikacji Miejskiej Juliusz Niepokojczycki, który wraz z Ignacym Rostkiem odpowiadał za funkcjonowanie komunikacji miejskiej w okupowanej Warszawie. Tadeusz Kozłowski otrzymał zadanie zarządzania przedsiębiorstwem. Od 14 grudnia szefem nadzoru został Hipolit Alertz. W 1941 władze niemieckie ustaliły, że wszystkie przedsiębiorstwa miejskie powinny posiadać polską dyrekcję, a jedynie niemiecki nadzór. Postępując zgodnie z tymi wytycznymi prezydent Warszawy Julian Kulski 24 grudnia 1941 przyjął na stanowisko dyrektora MZK dotychczasowego inspektora. Decyzje Kozłowskiego dotyczyły ograniczenia rabunku majątku powierzonego mu przedsiębiorstwa, a także zarządzania nim mimo narastających trudności. Wiosną 1943 władze niemieckie wydały rozkaz przekazania części taboru tramwajowego do miast w Niemczech, gdzie tabor ucierpiał wskutek nalotów alianckich. Dyrektor Kozłowski wytłumaczył nadzorującemu komunikację Alertzowi, że inny rozstaw szyn spowoduje konieczność przebudowy wagonów co uczyni całe przedsięwzięcie nieopłacalnym. Rozkaz cofnięto, dzięki czemu miasto posiadało 90 sprawnych wozów. Dzięki interwencji Kozłowskiego w 1942 powołano Szkołę Mechaniczno-Elektryczną I stopnia, która miała przysposabiać chłopców do pracy w MZK. W 1943 rozpoczęto naprawę torowisk w najbardziej newralgicznych punktach miasta. Pod koniec 1943 Alertz opuścił Warszawę i jego miejsce zajął Bruno Post, który poparł istnienie szkoły i zezwolił na dożywianie pracowników. 1 sierpnia 1944 po otrzymaniu rozkazu wstrzymania ruchu tramwajowego Tadeusz Kozłowski wydał nakaz przeprowadzenia możliwie największej ilości sprawnych wozów na prawy brzeg Wisły.
Został pochowany na cmentarzu Powązkowskim w Warszawie (kwatera 199-3-13).